# Christopher Stone
Pour les articles homonymes, voir Stone.
Thomas Edward Bourassa, dit Christopher Stone est un acteur américain, né le 4 octobre 1942 à Manchester (New Hampshire) et mort le 20 octobre 1995 à Los Angeles (Californie).

## Biographie

### Jeunesse
Thomas Edward Bourassa naît à Manchester (New Hampshire). Son père est Charles-Edmond Bourassa et sa mère, Mildred Bourassa (née Stone). Il est le deuxième des trois enfants, aux côtés des sœurs Shirley et Phyllys.

### Carrière
En 1968, Christopher Stone se révèle dans les séries télévisées Les Bannis (The Outcasts) et Cent filles à marier (Here Come the Brides).
En 1970, il décroche le rôle du docteur Pooch Hardin pour la série médicale de vingt-quatre épisodes The Interns, aux côtés de Broderick Crawford, Mike Farrell et Skip Homeier. Même année, il fait le premier pas dans le premier long métrage dramatique L'Amoureuse (The Grasshopper) de Jerry Paris, aux côtés de Jacqueline Bisset, Jim Brown et Joseph Cotten.
Entre 1971 et 1994, il apparaît épisodiquement dans les séries telles que Mission impossible (Mission: Impossible), Les Rues de San Francisco (The Streets of San Francisco), Le Magicien, Cannon, L'Âge de cristal (Logan's Run), Wonder Woman, L'Île fantastique (Fantasy Island), Chips…
En 1978, il est Chris Williams, l'agent d'Office of Scientific Intelligence (OSI), qui tombe sous le charme de Jaime Sommers dans les quatre épisodes de la troisième saison de Super Jaimie (The Bionic Woman).
En 1981, il devient le loup-garou dans le film d'horreur Hurlements (The Howling) de Joe Dante, avec son épouse Dee Wallace,.
En 1983, il est l'ancien petit-ami de Donna Trenton (interprétée par Dee Wallace) dans le film d'horreur Cujo de Lewis Teague, d'après le roman homonyme de Stephen King,.
Entre 1987 et 1994, il joue le rôle de  Bill Horton dans le feuilleton Des jours et des vies (Days of our Lives).

### Mort
Christopher Stone meurt d'une crise cardiaque, le 20 octobre 1995 à Los Angeles (Californie).

### Vie privée
Christopher Stone était en couple avec l'actrice Susan Tolsky pendant cinq ans, après l'avoir rencontrée dans les années 1960. En 1980, il se marie à l'actrice Dee Wallace. Ils ont une fille Gabrielle Stone, née en 1988.

## Filmographie

### Longs métrages
- 1970 : L'Amoureuse (The Grasshopper) de Jerry Paris : Jay Rigney
- 1972 : Love Me Deadly de Jacques Lacerte : Wade Farrow
- 1977 : Warhead de John O'Connor : Ben-David
- 1981 : Hurlements (The Howling) de Joe Dante : R. William « Bill » Neill
- 1982 : La Grande Casse 2 (The Junkman) d'Henry Blight Halicki : Michael Fox
- 1983 : Cujo de Lewis Teague : Steve Kemp
- 1984 : The Shepherd  de Donald W. Thompson
- 1985 : Les Insoumis (The Annihilators) de Charles E. Sellier Jr. : Bill
- 1987 : Bialy smok de Jerzy Domaradzki et Janusz Morgenstern : « Doc » Westmore
- 1988 : Blue Movies de Ed Fitzgerald et Paul Koval : Brad
- 1994 : Huck and the King of Hearts de Michael Keusch : Russ
- 1996 : Invisible Mom de Fred Olen Ray : le colonel Jerry Cutter (film posthume)

### Court métrage
- 1993 : Alone in the Dark de Donald W. Thompson : M. Wahl

### Téléfilms
- 1972 : Wheeler and Murdoch de Joseph Sargent : Terry Murdoch
- 1975 : Ladies of the Corridor de Robert Stevens : Harry
- 1986 : Shattered If Your Kid's on Drugs de Nathaniel Burr Smidt
- 1993 : Dying to Remember de Arthur Allan Seidelman : Dan Corso

### Séries télévisées
- 1968 : Les Bannis (The Outcasts) : Tom Jeremy (saison 1, épisode 3 : Three Ways to Die)
- 1968 : Cent filles à marier (Here Come the Brides) : Corky (saison 1, épisode 5 : A Hard Card to Play)
- 1968 : Sur la piste du crime (The F.B.I.) : Dave Palmer (saison 4, épisode 11 : The Butcher)
- 1969 : Cent filles à marier (Here Come the Brides) : Dutch (saison 1, épisode 24 : Loggerheads)
- 1969 : La Nouvelle Équipe (The Mod Squad) : Holly Anders (saison 2, épisode 10 : A Place to Run, a Heart to Hide In)
- 1969 : Cent filles à marier (Here Come the Brides) : Hart (saison 2, épisode 3 : The Soldier)
- 1969 : Médecins d'aujourd'hui (Medical Center) : Dr Steve Seagren (saison 1, épisode 13 : The Adversaries)
- 1970 : The Interns : Dr Pooch Hardin (24 épisodes)
- 1971 : The Fisher Family : Randy Wilson (épisode : The Football Player)
- 1971 : Mission impossible (Mission: Impossible) : Mike Saunders (saison 6, épisode 5 : Shape-Up)
- 1971 : Love, American Style (saison 3, épisode 6 : Love and the Bashful Groom)
- 1971 : Docteur Marcus Welby (Marcus Welby, M.D.) : Scott Sanderson (saison 3, épisode 12 : A Yellow Bird)
- 1972 : Sam Cade (Cade's County) : Jess Pritchard (saison 1, épisode 15 : The Brothers)
- 1972 : Les Rues de San Francisco (The Streets of San Francisco) : Josh Evans (saison 1, épisode 10 : The Year of the Locusts)
- 1972 : Sur la piste du crime (The F.B.I.) : Alex Van Heusen (saison 8, épisode 12 : Holiday with Terror)
- 1973 : Le Magicien (The Magician) : Gary Allmont (saison 1, épisode 9 : Nightmare in Steel)
- 1974 : Cannon : Rick Adante (saison 3, épisode 18 : Where's Jennifer?)
- 1974 : SOS Hélico (Chopper One) : Larry (saison 1, épisode 8 : The Copperhead)
- 1974 : Nakia : Otis (saison 1, épisode 0 : Pilot)
- 1974 : Les Rues de San Francisco (The Streets of San Francisco) : Jim Danielson (saison 3, épisode 11 : Bird of Prey)
- 1974 : Le Justicier (The Manhunter) : Rick Collins (saison 1, épisode 10 : Jackknife)
- 1975 : Three for the Road : Frank (saison 1, épisode 1 : Fear)
- 1975 : Sergent Anderson (Police Woman) : Marty Bowen (saison 2, épisode 2 : The Score)
- 1975 : Police Story : le sergent Bob Hyland (saison 2, épisode 15 : To Steal a Million)
- 1975 : Medical Story : Mickey Barnes (saison 1, épisode 7 : The Moonlight Heater)
- 1976 : Les Rues de San Francisco (The Streets of San Francisco) : l'officier Todd Harris (saison 4, épisode 15 : Police Buff)
- 1976 : Police Story : Arley Gentry (saison 3, épisode 22 : Open City)
- 1976 : Super Jaimie (The Bionic Woman) : Marlow (saison 1, épisode 11 : Fly Jaime)
- 1976 : Pilotes (Spencer's Pilots) : Cass Garrett (11 épisodes)
- 1977 : Hunter : Condon (saison 1, épisode 3 : The Lysenko Syndrome)
- 1977 : Kingston: Confidential : Chris (saison 1, épisode 7 : Golden Girl)
- 1977 : L'Âge de cristal (Logan's Run) : David Pera (saison 1, épisode 7 : Crypt)
- 1977 : Mulligan's Stew : Brian (saison 1, épisode 6 : Winning the Big Ones)
- 1978 : Wonder Woman : Ryan (saison 2, épisode 13 : Light-fingered Lady)
- 1978 : Black Beauty : Peter Blantyre
- 1978 : Super Jaimie (The Bionic Woman) : Chris Williams (4 épisodes)
- 1978 : The American Girls (saison 1, épisode 4 : Firefly)
- 1978 : The Eddie Capra Mysteries (saison 1, épisode 6 : How Do I Kill Thee?)
- 1978 : David Cassidy: Man Undercover : le sergent Ostrow (saison 1, épisode 5 : Flashpoint)
- 1979 : Having Babies : Jim (saison 1, épisode 6 : Sisters)
- 1979 : L'Île fantastique (Fantasy Island) : Tom Dearborne (saison 2, épisode 20 : Birthday Party / Ghostbreaker)
- 1979 : Chips : Dennis (saison 3, épisode 5 : Death Watch)
- 1979 : Vegas : Brad Sumner (saison 2, épisode 9 : The Day the Gambling Stopped)
- 1979 : Eischied : Ted Lujack (saison 1, épisode 10 : Friday's Child)
- 1980 : Buck Rogers (Buck Rogers in the 25th Century) : le commandant Royko (saison 1, épisode 12 : Space Vampire)
- 1980 : Galactica 1980 : le commandant Stockwell (2 épisodes)
- 1980 : The Misadventures of Sheriff Lobo : Jack (saison 1, épisode 18 : Perkins Bombs Out)
- 1981 : Secrets of Midland Heights : Mike Grey (saison 1, épisode 6 : The Race)
- 1981 : Dallas (série télévisée, 1978) : Dave Stratton (9 épisodes)
- 1982 : L'Île fantastique (Fantasy Island) : Andre (saison 5, épisode 19 : Face of Love / Image of Celeste)
- 1982 : Strike Force (saison 1, épisode 17 : Deadly Chemicals)
- 1982 : Harper Valley PTA (TV series) : Tom Meecham (saison 2, épisode 17 : Harper Valley Sentinel)
- 1982 : L'Homme qui tombe à pic (The Fall Guy) : Abel Allen (saison 1, épisode 22 : Scavenger Hunt)
- 1982 : Father Murphy : Samuel Clemens (saison 2, épisode 3 : Stopover in a One-Horse Town)
- 1982 : Les Bleus et les Gris ( The Blue and the Gray ) : le commandant Fairburn (3 épisodes)
- 1983 : Shérif, fais-moi peur (The Dukes of Hazzard) : Tex Tompkins (saison 6, épisode 4 : Brotherly Love)
- 1983 : Manimal : Ross (saison 1, épisode 2 : Illusion)
- 1983 : Les Petits Génies (Whiz Kids) : Mark Travers (saison 1, épisode 9 : Red Star Rising)
- 1984 : Matt Houston : Carl (saison 2, épisode 20 : The Secret Admirer)
- 1984 : Simon et Simon (Simon & Simon) : Randy Dever (saison 3, épisode 16 : Heels and Toes)
- 1984 : Les Enquêtes de Remington Steele (Remington Steele)) : « Nine O'Clock » (saison 2, épisode 20 : Woman of Steele)
- 1984 : Supercopter (Airwolf) : le colonel Martin James Vidor (saison 1, épisode 9 : And They Are Us)
- 1984 : Riptide : le capitaine Chuck Reavis (saison 2, épisode 3 : Catch of the Day)
- 1984 : Espion modèle (Cover Up) (saison 1, épisode 10 : A Subtle Seduction)
- 1985 : Simon et Simon (Simon & Simon) : Arthur Kayden (saison 4, épisode 21 : Marlowe, Come Home)
- 1985 : Code Name: Foxfire : Roger (saison 1, épisode 6 : Robin's Egg Blues)
- 1985 : L'Agence tous risques (The A-Team) : Gavin (saison 3, épisode 25 : Incident at Crystal Lake)
- 1985 : Hooker (T. J. Hooker) : le policier Max Brodsky (saison 5, épisode 4 : Death Is a Four Letter Word)
- 1985-1989 : Arabesque (Murder She Wrote) : Adam Frobisher (2 épisodes)
- 1986 : Mike Hammer : Lloyd Carmody (saison 3, épisode 2 : Dead Pigeon)
- 1986 : MacGyver : Curry (saison 2, épisode 8 : Eagles)
- 1987 : Les Enquêtes de Remington Steele (Remington Steele)) : « Nine O'Clock » (saison 5, épisode 3 : Steele Hanging in There: Part 1)
- 1987 : Newhart  : Mel Donner (saison 5, épisode 24 : Much to Do Without Muffin)
- 1987-1994 : Des jours et des vies (Days of our Lives) : Bill Horton (53 épisodes)
- 1989 : Rick Hunter (Hunter) : Alan Sharr (saison 5, épisode 10 : The Pit)
- 1989-1992 : Les Nouvelles Aventures de Lassie (The New Lassie) : Chris McCullough (36 épisodes)
- 1994 : Rebel Highway : M. Gordon (saison 1, épisode 4 : Runaway Daughters)
- 1994 : La Loi de la Nouvelle-Orléans (Sweet Justice) : le coach Townsend (saison 1, épisode 6 : Fourth Quarter)